# Oásis

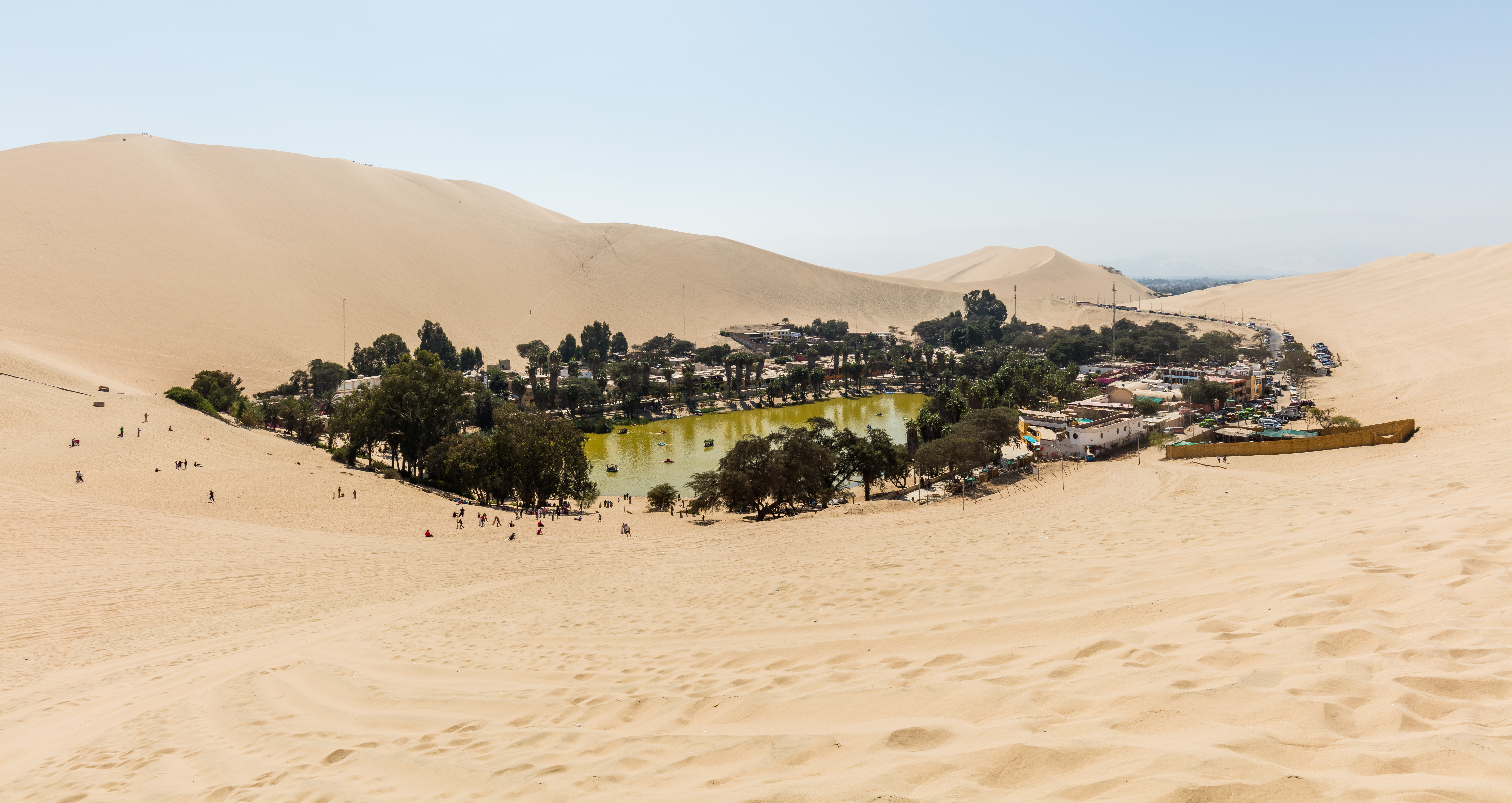
Oásis de Huacachina, no Peru

Um oásis é uma área isolada de vegetação em um deserto, tipicamente vizinho a uma nascente de água doce.
O local de um oásis tem sido de importância crítica para rotas de comércio e caravanas nas áreas desérticas. Caravanas devem mudar de oásis de acordo com a necessidade de água ou comida. O controle político ou militar de um oásis significa em muitos casos controle do comércio ou de uma rota em particular. Por exemplo, os oásis de Aujila, Gadamés e Cufra, situados na Líbia, têm sido vitais para ambas as rotas Norte-Sul e Leste-Oeste e comércio no deserto do Saara.

## Etimologia
A palavra oásis vem do latim oasis, que por sua vez tem origem no termo da língua grega antiga óasis, ὄασις, que é um empréstimo direto do egípcio demótico. A palavra para oásis na língua copta (descendente do egípcio demótico) é wahe ou ouahe, que significa "morada".